# Fundusz Obrony Morskiej

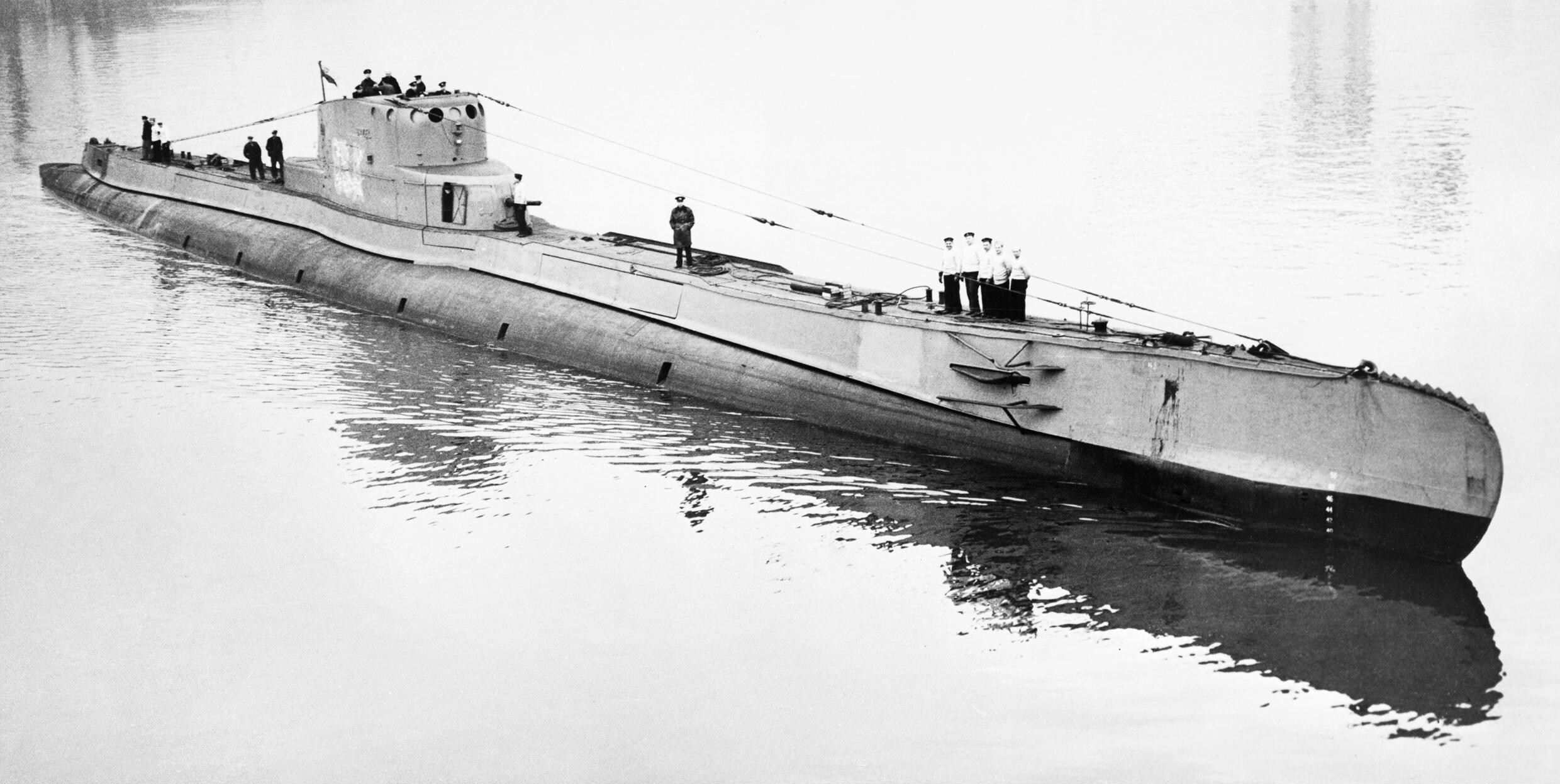
Okręt podwodny ORP Orzeł został zbudowany z wpływów do Funduszu Obrony Morskiej

Fundusz Obrony Morskiej, FOM – utworzony w styczniu 1933 specjalny fundusz na rozbudowę polskiej Marynarki Wojennej, prowadzący zbiórkę pieniędzy wśród społeczeństwa w kraju i za granicą.
W okresie od lutego 1934 do października 1937 zebrano ok. 8 mln zł, które przeznaczono na budowę okrętu podwodnego ORP Orzeł. Do stycznia 1939 zebrano około 2,5 mln zł z przeznaczeniem na budowę ścigaczy morskich.